# Chutes de Gaganachukki et Bharachukki

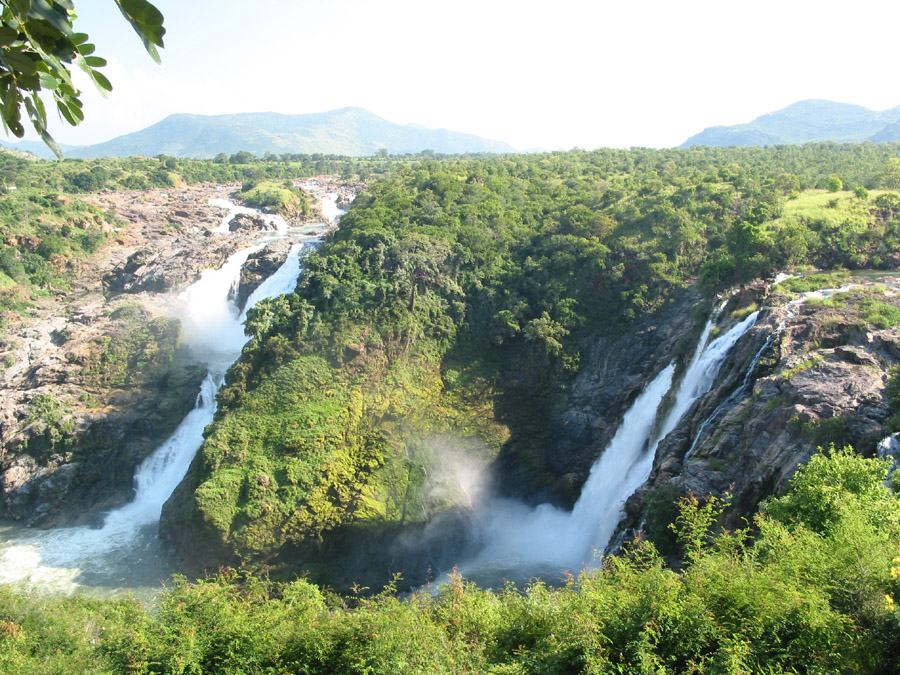
Les chutes de Gaganachukki et Bharachukki.

Les chutes de Gaganachukki et Bharachukki sont deux chutes d'eau, Gaganachukki (90 mètres) et Bharachukki (69 mètres), situées près des chutes de Shivanasamudram dans le district de Mandya, Karnataka en Inde. Le site est à 139 km de la ville de Bangalore. Le fleuve Cauvery se sépare en deux cours, ce qui forme ces chutes jumelles.